# Lédat
Le Lédat redirige ici.
Lédat (nommée également Le Lédat non officiellement) est une commune du Sud-Ouest de la France, située dans le département de Lot-et-Garonne, en (région Nouvelle-Aquitaine)

## Géographie

### Généralités

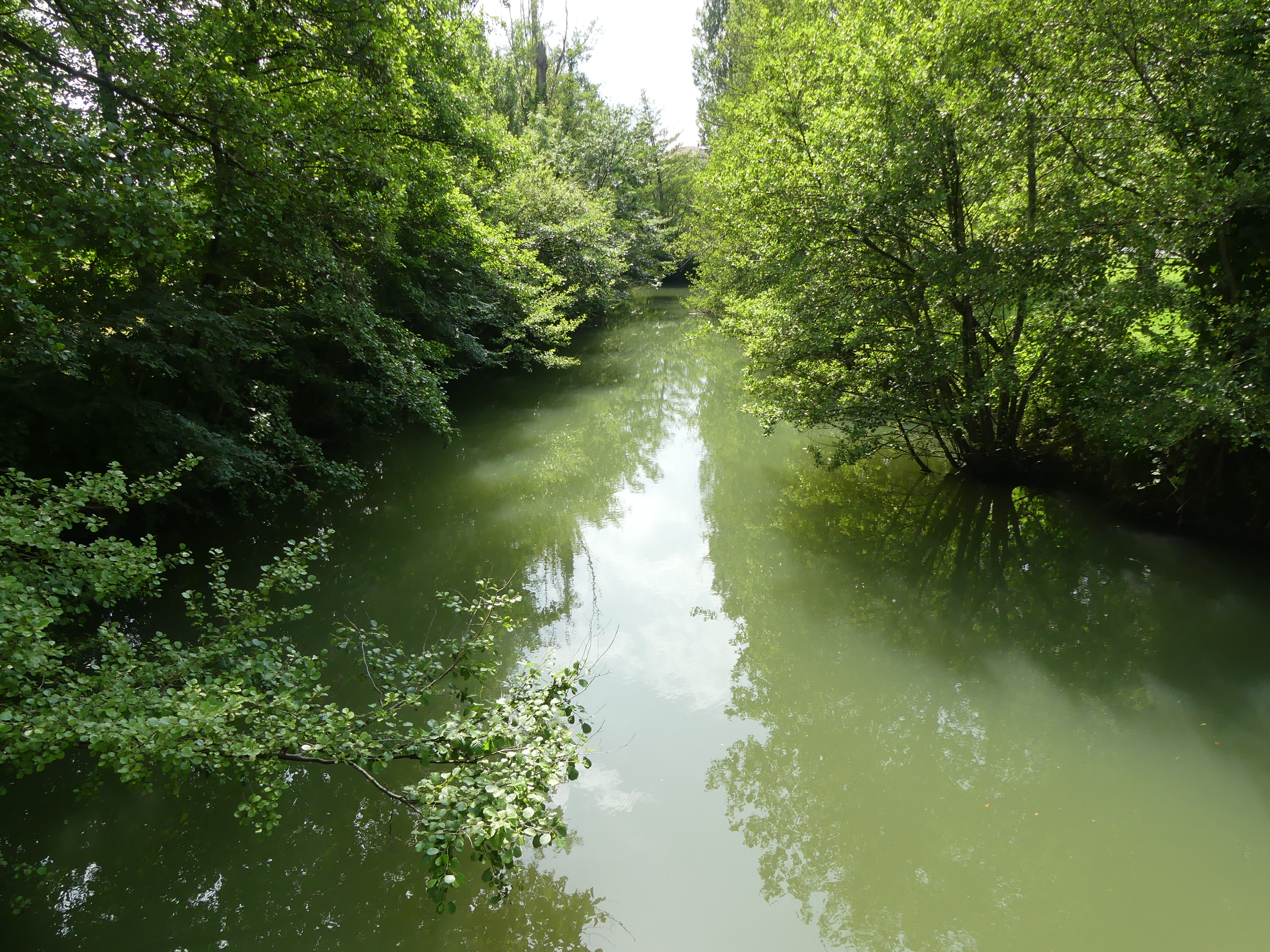
La Lède au lieu-dit Prairies du Lédat.

Dans le quart nord-est du département de Lot-et-Garonne, la commune de Lédat s'étend sur 12,43 km2. Située dans l'aire d'attraction de Villeneuve-sur-Lot et dans son unité urbaine, elle est bordée au sud sur quatre kilomètres par le Lot qui la sépare de Bias, et est traversée par la Lède et le Caguerieux, tous deux affluents du Lot, ainsi que par le Laslongagnes, affluent de la Lède.
L'altitude minimale, 42 mètres, est localisée à l'extrême sud-ouest, là où la Lède quitte le territoire communal et entre sur la commune de Casseneuil. L'altitude maximale avec 180 mètres se trouve à l'extrême nord-est, en limite de la commune de Castelnaud-de-Gratecambe, au ,nord-nord-est du lieu-dit Carde.
À une centaine de mètres au sud de la route départementale (RD) 216 et en rive gauche de la Lède, le petit bourg de Lédat est situé six kilomètres au nord-nord-ouest de Villeneuve-sur-Lot, la sous-préfecture, et neuf kilomètres au nord-est de Sainte-Livrade-sur-Lot.
Au nord-est, la route nationale 21 borde la commune sur 650 mètres, en limite de celle de Castelnaud-de-Gratecambe. Dans le sud, Lédat est traversée par la RD 242

### Communes limitrophes
Lédat est limitrophe de cinq autres communes. Au nord-est, son territoire est distant de 50 mètres de celui de La Sauvetat-sur-Lède et au sud-ouest, il est éloigné de 250 mètres de celui de Sainte-Livrade-sur-Lot.
| Pailloles  | Castelnaud-de-Gratecambe |                    |
| Casseneuil | Lédat                    | Villeneuve-sur-Lot |
|            | Bias                     |                    |

### Climat
Pour des articles plus généraux, voir Climat de la Nouvelle-Aquitaine et Climat de Lot-et-Garonne.
Historiquement, la commune est exposée à un climat océanique aquitain.  
En 2020, Météo-France publie une typologie des climats de la France métropolitaine dans laquelle la commune est exposée à un climat océanique altéré et est dans la région climatique Aquitaine, Gascogne, caractérisée par une pluviométrie abondante au printemps, modérée en automne, un faible ensoleillement au printemps, un été chaud (19,5 °C), des vents faibles, des brouillards fréquents en automne et en hiver et des orages fréquents en été (15 à 20 jours).
Pour la période 1971-2000, la température annuelle moyenne est de 13,1 °C, avec une amplitude thermique annuelle de 15,5 °C. Le cumul annuel moyen de précipitations est de 815 mm, avec 10,3 jours de précipitations en janvier et 6,8 jours en juillet. Pour la période 1991-2020, la température moyenne annuelle observée sur la station météorologique la plus proche, située sur la commune de Cancon à 10 km à vol d'oiseau, est de 13,4 °C et le cumul annuel moyen de précipitations est de 852,4 mm,. Pour l'avenir, les paramètres climatiques de la commune estimés pour 2050 selon différents scénarios d'émission de gaz à effet de serre sont consultables sur un site dédié publié par Météo-France en novembre 2022.

### Milieux naturels et biodiversité

#### Espaces protégés

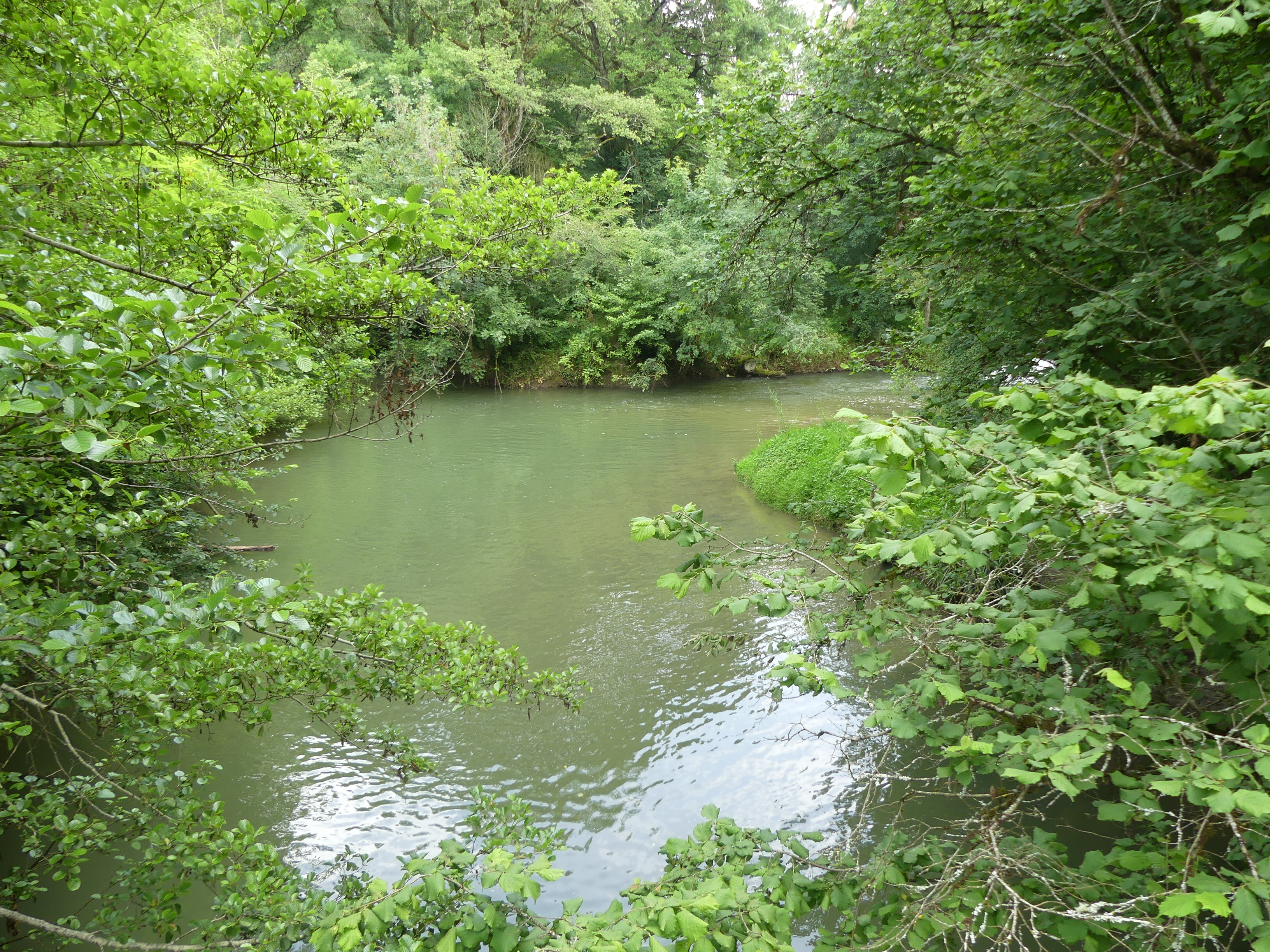
La Lède au nord du lieu-dit Cendrous, en limite de Casseneuile et de Lédat.

La protection réglementaire est le mode d’intervention le plus fort pour préserver des espaces naturels remarquables et leur biodiversité associée.
D'après l'Inventaire national du patrimoine naturel (INPN), trois aires protégées concernent le territoire communal.
La plus petite, « prairies humides du Lédat » est gérée par le Conservatoire d'espaces naturels (CEN) Nouvelle-Aquitaine. Elle se situe uniquement sur la commune de Lédat, entre les lieux-dits Soumaille et Albeyrats, enserrée entre le chemin du Moulin de Baraillé et la Lède, sur environ trois hectares.

#### ZNIEFF
Deux zones naturelles d'intérêt écologique, faunistique et floristique (ZNIEFF) ont été définies sur la commune.
Lédat fait partie de la ZNIEFF de type 2 « vallées de la Lède, de la Leyze et du Laussou »,, dans laquelle ont été répertoriées seize espèces végétales déterminantes, ainsi que 62 espèces animales (non déterminantes) et 206 autres espèces végétales. Pour Lédat, cette ZNIEFF se situe dans les vallées de la Lède et de son affluent le Laslongagnes.
À l'intérieur de cette première ZNIEFF se trouve une ZNIEFF de type 1 partagée avec dix autres communes : les « prairies humides des vallées de la Lède, de la Leyze et du Laussou »,. Cinq espèces déterminantes de plantes y ont été recensées ainsi que six espèces (non déterminantes) d'animaux et trente autres espèces végétales. Pour Lédat, cette ZNIEFF est limitée à quelques zones éparses le long du cours de la Lède.

## Urbanisme

### Typologie
Au 1er janvier 2024, Lédat est catégorisée commune rurale à habitat dispersé, selon la nouvelle grille communale de densité à sept niveaux définie par l'Insee en 2022.
Elle appartient à l'unité urbaine de Villeneuve-sur-Lot, une agglomération intra-départementale regroupant treize  communes, dont elle est une commune de la banlieue,,. Par ailleurs la commune fait partie de l'aire d'attraction de Villeneuve-sur-Lot, dont elle est une commune de la couronne,. Cette aire, qui regroupe 34 communes, est catégorisée dans les aires de 50 000 à moins de 200 000 habitants,.

### Occupation des sols

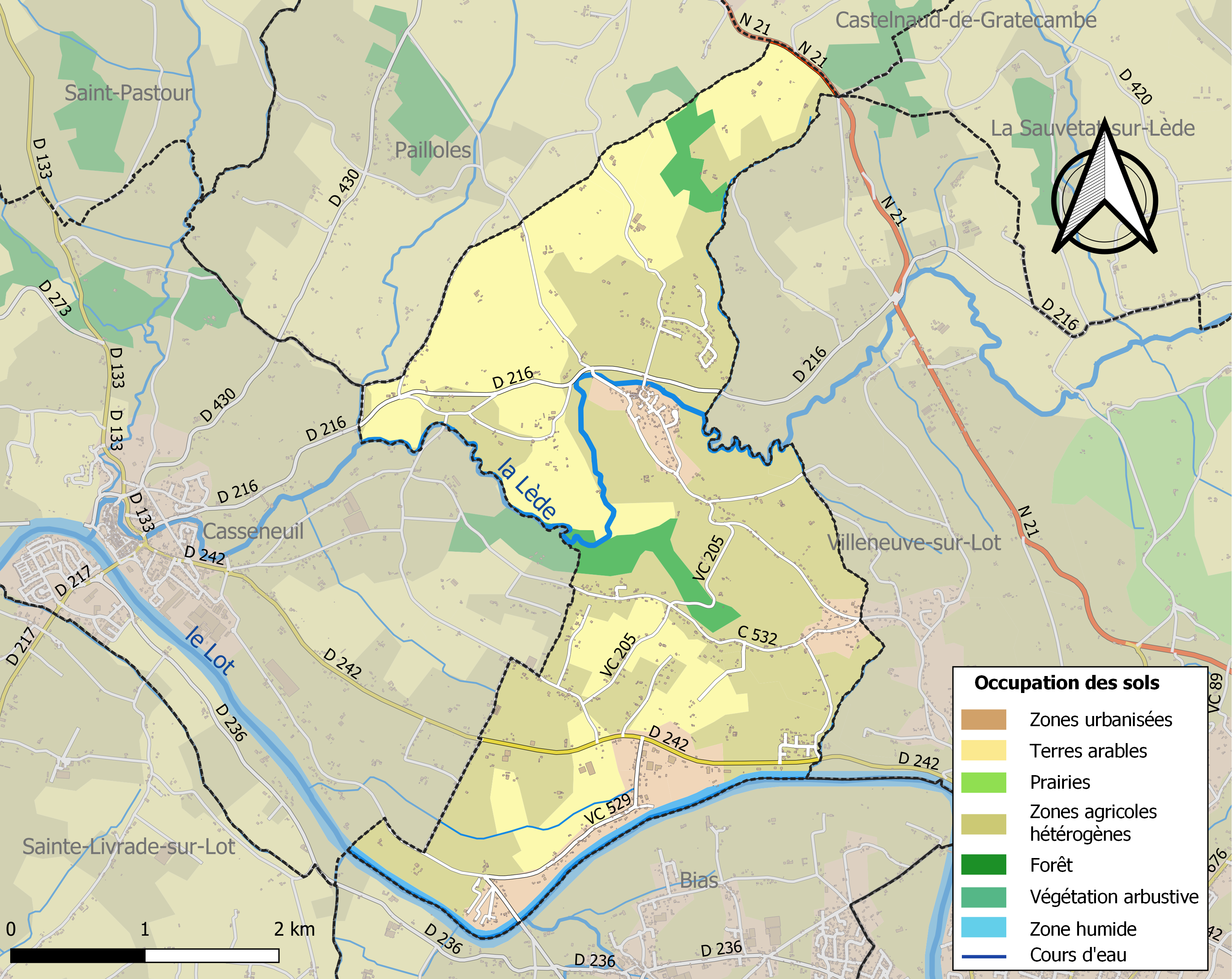
Carte des infrastructures et de l'occupation des sols de la commune en 2018 (CLC).

L'occupation des sols de la commune, telle qu'elle ressort de la base de données européenne d’occupation biophysique des sols Corine Land Cover (CLC), est marquée par l'importance des territoires agricoles (85,3 % en 2018), en diminution par rapport à 1990 (91,2 %). La répartition détaillée en 2018 est la suivante : 
zones agricoles hétérogènes (51,4 %), terres arables (23,8 %), cultures permanentes (10,2 %), zones urbanisées (6,3 %), forêts (4,1 %), zones industrielles ou commerciales et réseaux de communication (2,3 %), eaux continentales (1,8 %).
L'IGN met par ailleurs à disposition un outil en ligne permettant de comparer l’évolution dans le temps de l’occupation des sols de la commune (ou de territoires à des échelles différentes). Plusieurs époques sont accessibles sous forme de cartes ou photos aériennes : la carte de Cassini (XVIIIe siècle), la carte d'état-major (1820-1866) et la période actuelle (1950 à aujourd'hui).

### Villages, hameaux et lieux-dits
Outre le bourg de Lédat proprement dit, le territoire communal se compose de villages ou de hameaux, ainsi que de lieux-dits :
- Albeyrats
- Bartagnac
- la Bécade
- Bellevue
- Bellevue[Note 5]
- Bois de Baraillé
- Bois de Maury
- Borde Basse
- Bornac
- Bornac Haut
- la Bourdette
- Boussin
- Brugaud
- Caguerieux
- Campagnac
- Campot
- Capials
- Carde
- Carme
- Carral
- Chioutat
- Clot de Michéou
- Colombié
- la Combe
- Costas
- Costeblanque
- Costerouge
- Coudon
- Crouzets
- Finelle
- la Gourre
- Gravier
- Jeantou
- Lacapelle
- Lacroze
- Laginestade
- Laguimbe
- Larmurié
- Laroudière
- Lasboules
- Lascalprades
- Laslongagnes
- Lasnauzettes
- Lasplantes
- Lasserre
- Laurissol
- Léguillé
- Lucante
- Malbec
- Mau
- Mitou
- Monplaisir
- Montjoie
- le Moulin de Baraillé
- Périé
- le Pigeonnier
- Plantade
- Pommier
- Pont de Lapeyre
- Pouchou
- Poutet
- Prairies du Lédat
- Ribeyrolles
- Roc de Campagnac
- Rouyre
- Sablou
- Salsat
- la Sartresse
- Sieutat
- Soumaille.

### Risques majeurs
Le territoire de la commune de Lédat est vulnérable à différents aléas naturels : météorologiques (tempête, orage, neige, grand froid, canicule ou sécheresse), inondations, mouvements de terrains et séisme (sismicité très faible). Il est également exposé à un risque technologique, la rupture d'un barrage. Un site publié par le BRGM permet d'évaluer simplement et rapidement les risques d'un bien localisé soit par son adresse soit par le numéro de sa parcelle.

#### Risques naturels

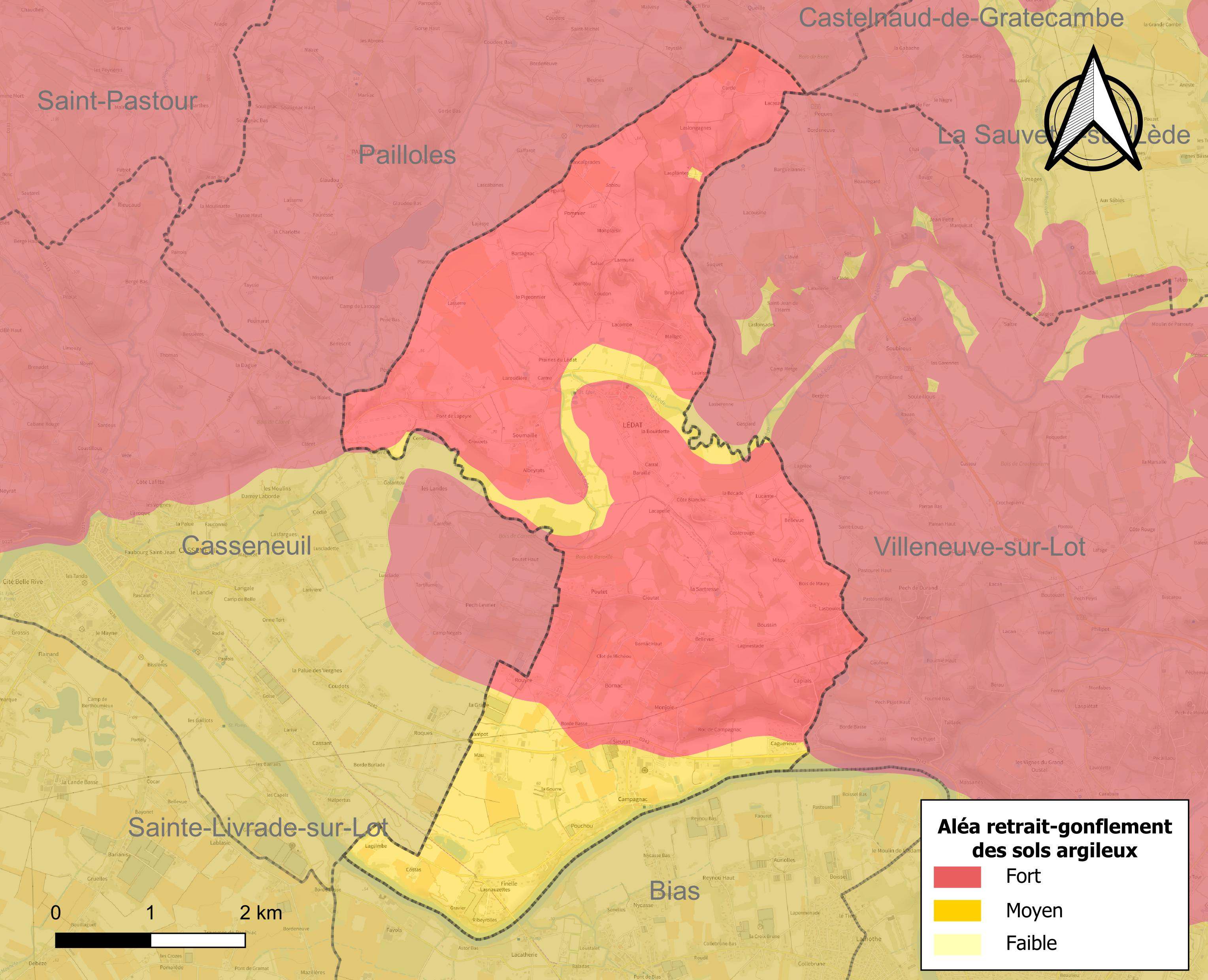
Carte des zones d'aléa retrait-gonflement des sols argileux de Lédat.

Certaines parties du territoire communal sont susceptibles d’être affectées par le risque d’inondation par débordement de cours d'eau, notamment le Lot et la Lède. La commune a été reconnue en état de catastrophe naturelle au titre des dommages causés par les inondations et coulées de boue survenues en 1982, 1988, 1993, 1999, 2003, 2008, 2009 et 2021,.
Les mouvements de terrains susceptibles de se produire sur la commune sont des glissements de terrain et des tassements différentiels.
Le retrait-gonflement des sols argileux est susceptible d'engendrer des dommages importants aux bâtiments en cas d’alternance de périodes de sécheresse et de pluie. La totalité de la commune est en aléa moyen ou fort (91,8 % au niveau départemental et 48,5 % au niveau national). Depuis le 1er octobre 2020, en application de la loi ELAN, différentes contraintes s'imposent aux vendeurs, maîtres d'ouvrages ou constructeurs de biens situés dans une zone classée en aléa moyen ou fort,.
Concernant les mouvements de terrains, la commune a été reconnue en état de catastrophe naturelle au titre des dommages causés par la sécheresse en 1989, 1991, 1996, 2003, 2009, 2011, 2012 et 2017 et par des mouvements de terrain en 1999.

#### Risque technologique
La commune est en outre située en aval des barrages de Grandval dans le Cantal et de Sarrans en Aveyron, des ouvrages de classe A. À ce titre elle est susceptible d’être touchée par l’onde de submersion consécutive à la rupture de cet ouvrage.

## Toponymie

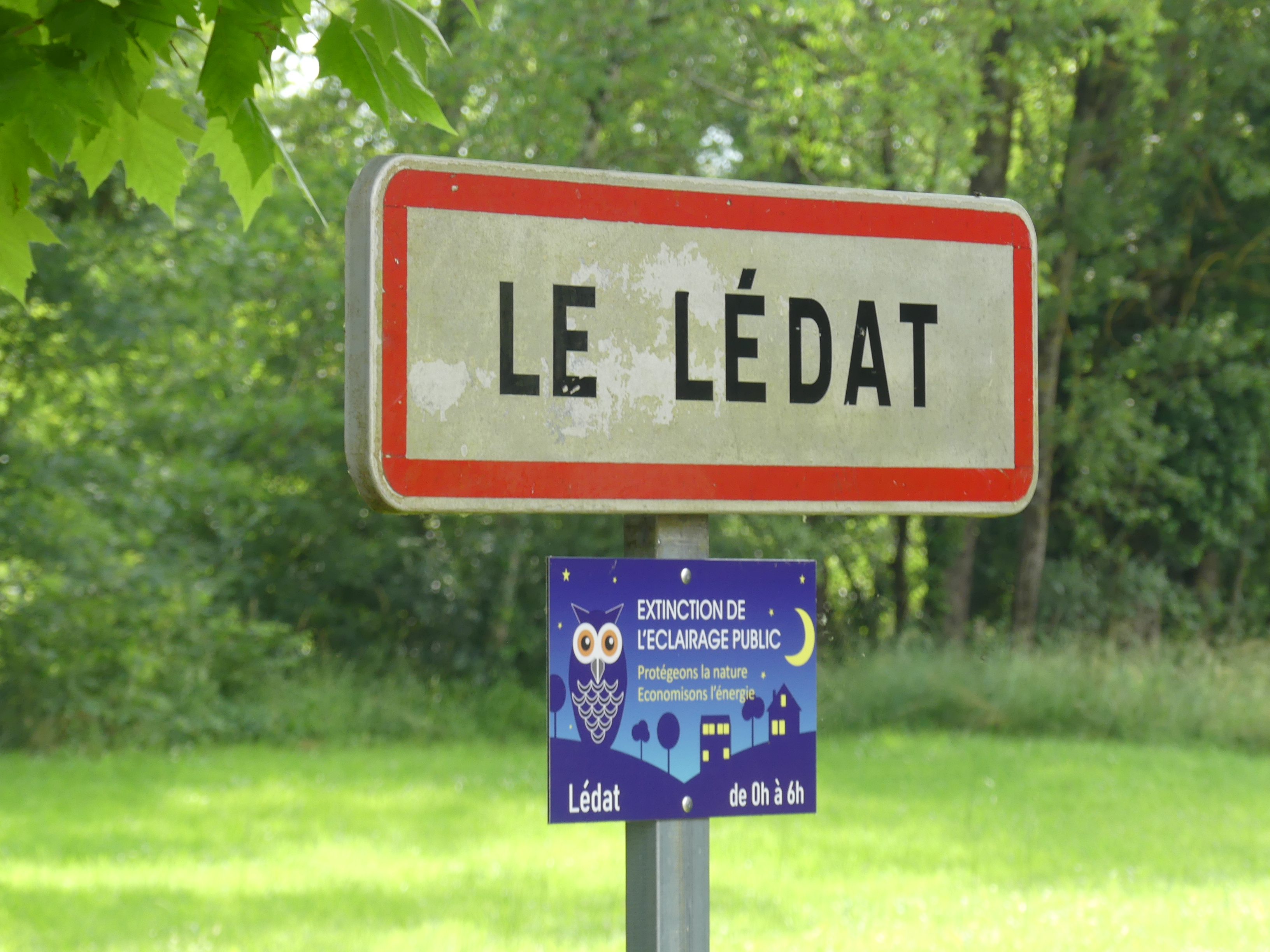
Panneau d'entrée au bourg de Lédat.

Selon Albert Dauzat et Charles Rostaing, le nom de la commune proviendrait du nom d'un personnage gaulois Letos suivi du suffixe ate.
Le nom officiel de la commune est Lédat mais localement elle est nommée Le Lédat.

## Histoire
Avant le XIVe siècle, un prieuré de Bénédictins est fondé à Lédat ; après les différents conflits, elle est dans un état très dégradé à la finb du XVIe siècle et c=est sur son emplacement qu'a été édifiée l'église du bourg à la fin du XIXe siècle.
Sur la carte de Cassini représentant la France entre 1756 et 1789, le village est identifié sous le nom de Le Lédat.
Lédat est une commune créée aux débuts de la Révolution française.

## Politique et administration
La  commune fait partie du canton de Villeneuve-sur-Lot-1, et elle est rattachée à la communauté d'agglomération du Grand Villeneuvois.

### Liste des maires

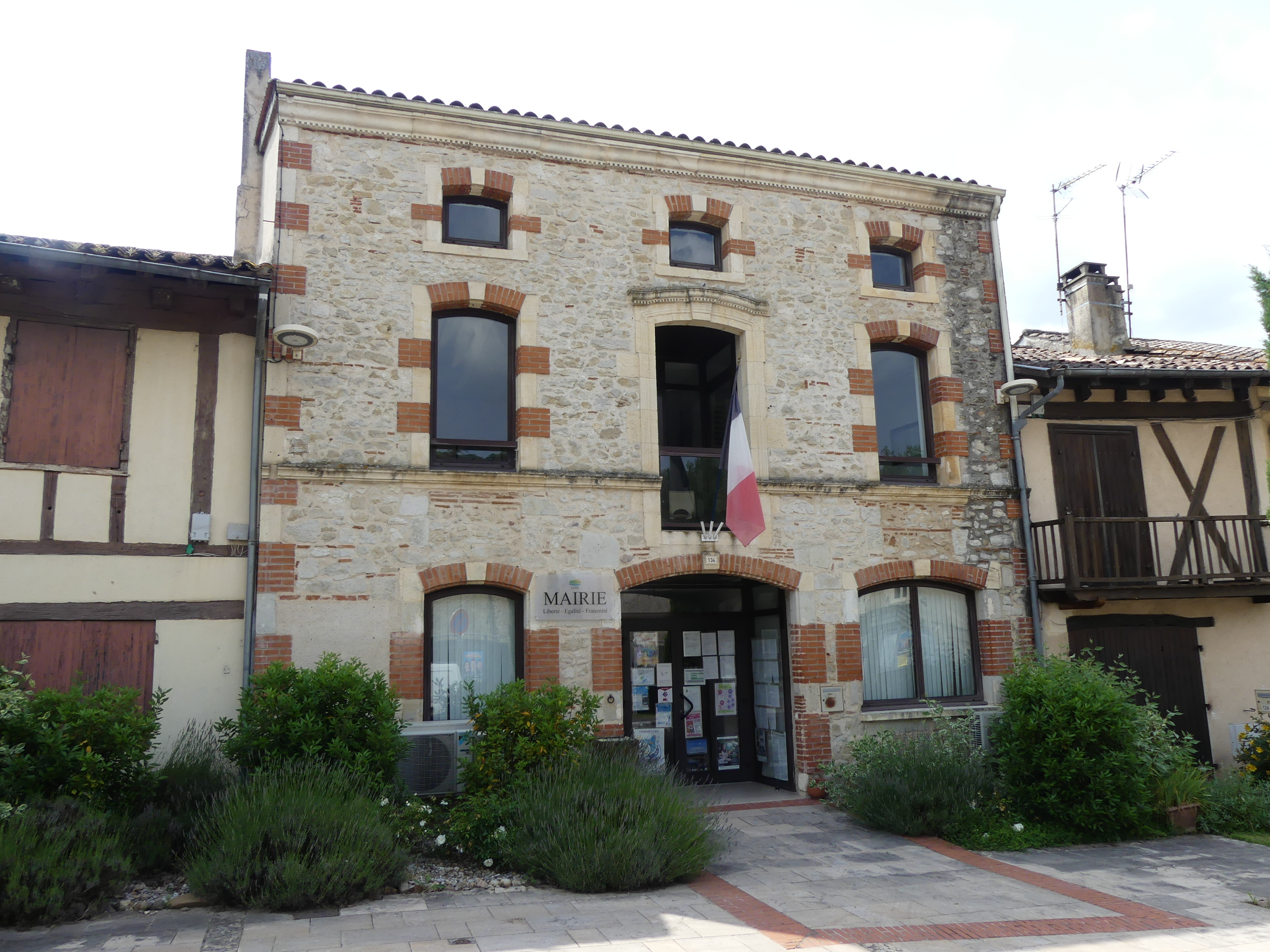
La mairie en 2024.

| Période                                  | Période  | Identité           | Étiquette | Qualité |
| ---------------------------------------- | -------- | ------------------ | --------- | ------- |
| Les données manquantes sont à compléter. |          |                    |           |         |
|                                          |          |                    |           |         |
| mars 1977                                | 2008     | Claude Arcas       |           |         |
| mars 2008                                | En cours | Christian Rousseau | UMP       |         |

## Population et société

### Démographie
L'évolution du nombre d'habitants est connue à travers les recensements de la population effectués dans la commune depuis 1800. Pour les communes de moins de 10 000 habitants, une enquête de recensement portant sur toute la population est réalisée tous les cinq ans, les populations de référence des années intermédiaires étant quant à elles estimées par interpolation ou extrapolation. Pour la commune, le premier recensement exhaustif entrant dans le cadre du nouveau dispositif a été réalisé en 2005.

En 2022, la commune comptait 1 430 habitants, en évolution de +2,44 % par rapport à 2016 (Lot-et-Garonne : −0,18 %, France hors Mayotte : +2,11 %).
| 1800 | 1806 | 1821 | 1831 | 1836 | 1841 | 1846 | 1851 | 1856 |
| ---- | ---- | ---- | ---- | ---- | ---- | ---- | ---- | ---- |
| 591  | 810  | 805  | 810  | 767  | 763  | 681  | 684  | 615  |

| 1861 | 1866 | 1872 | 1876 | 1881 | 1886 | 1891 | 1896 | 1901 |
| ---- | ---- | ---- | ---- | ---- | ---- | ---- | ---- | ---- |
| 630  | 618  | 588  | 585  | 539  | 538  | 522  | 517  | 508  |

| 1906 | 1911 | 1921 | 1926 | 1931 | 1936 | 1946 | 1954 | 1962 |
| ---- | ---- | ---- | ---- | ---- | ---- | ---- | ---- | ---- |
| 503  | 502  | 441  | 464  | 478  | 478  | 495  | 497  | 503  |

| 1968 | 1975 | 1982 | 1990 | 1999 | 2005  | 2006  | 2010  | 2015  |
| ---- | ---- | ---- | ---- | ---- | ----- | ----- | ----- | ----- |
| 481  | 523  | 674  | 747  | 896  | 1 024 | 1 034 | 1 260 | 1 383 |

| 2020  | 2022  | - | - | - | - | - | - | - |
| ----- | ----- | - | - | - | - | - | - | - |
| 1 416 | 1 430 | - | - | - | - | - | - | - |

### Vie pratique
Une épicerie est le seul commerce de proximité du bourg de Lédat.

## Culture locale et patrimoine

### Lieux et monuments

#### Patrimoine civil

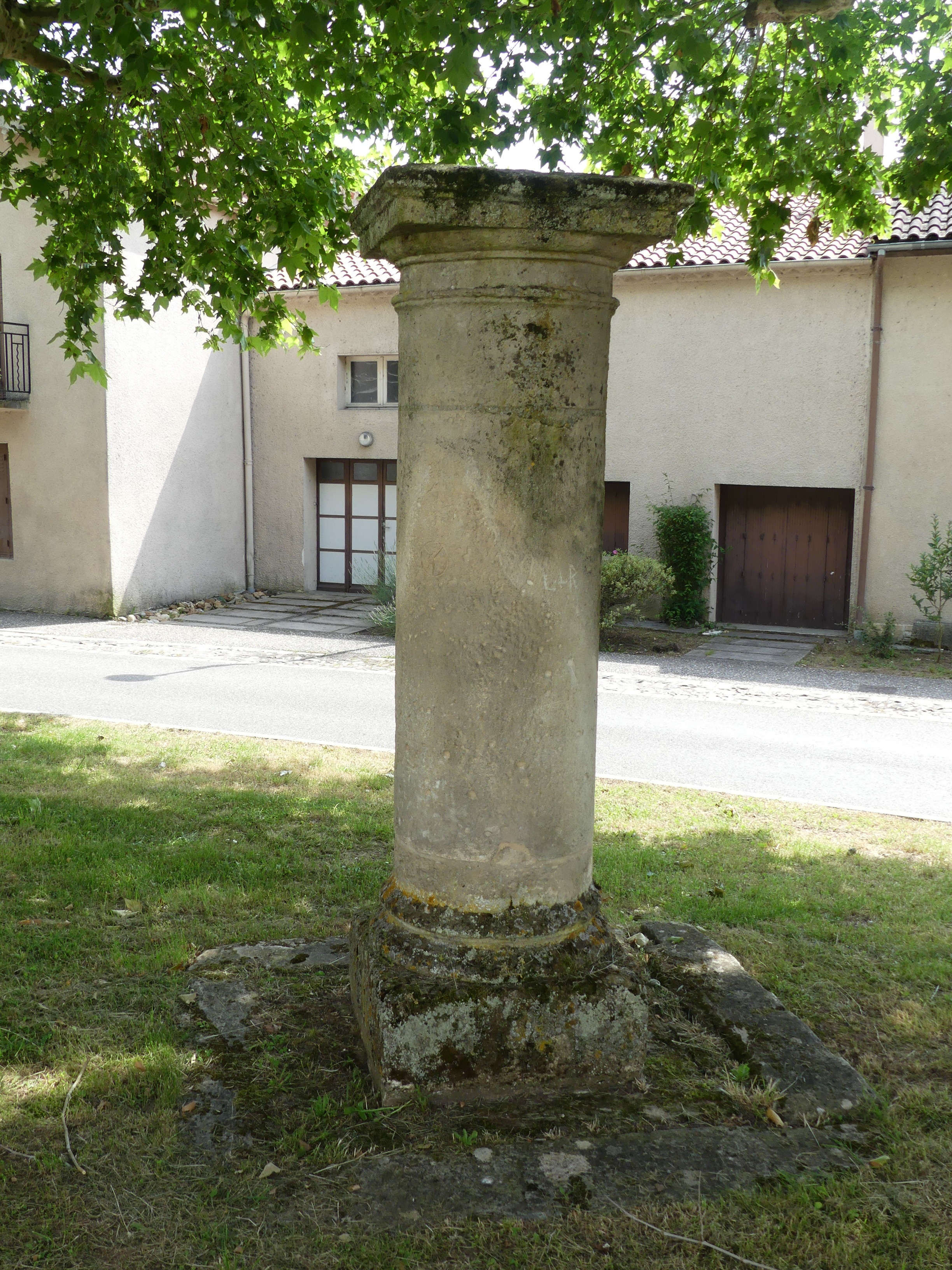
Colonne à côté de l'église Saint-Géraud.
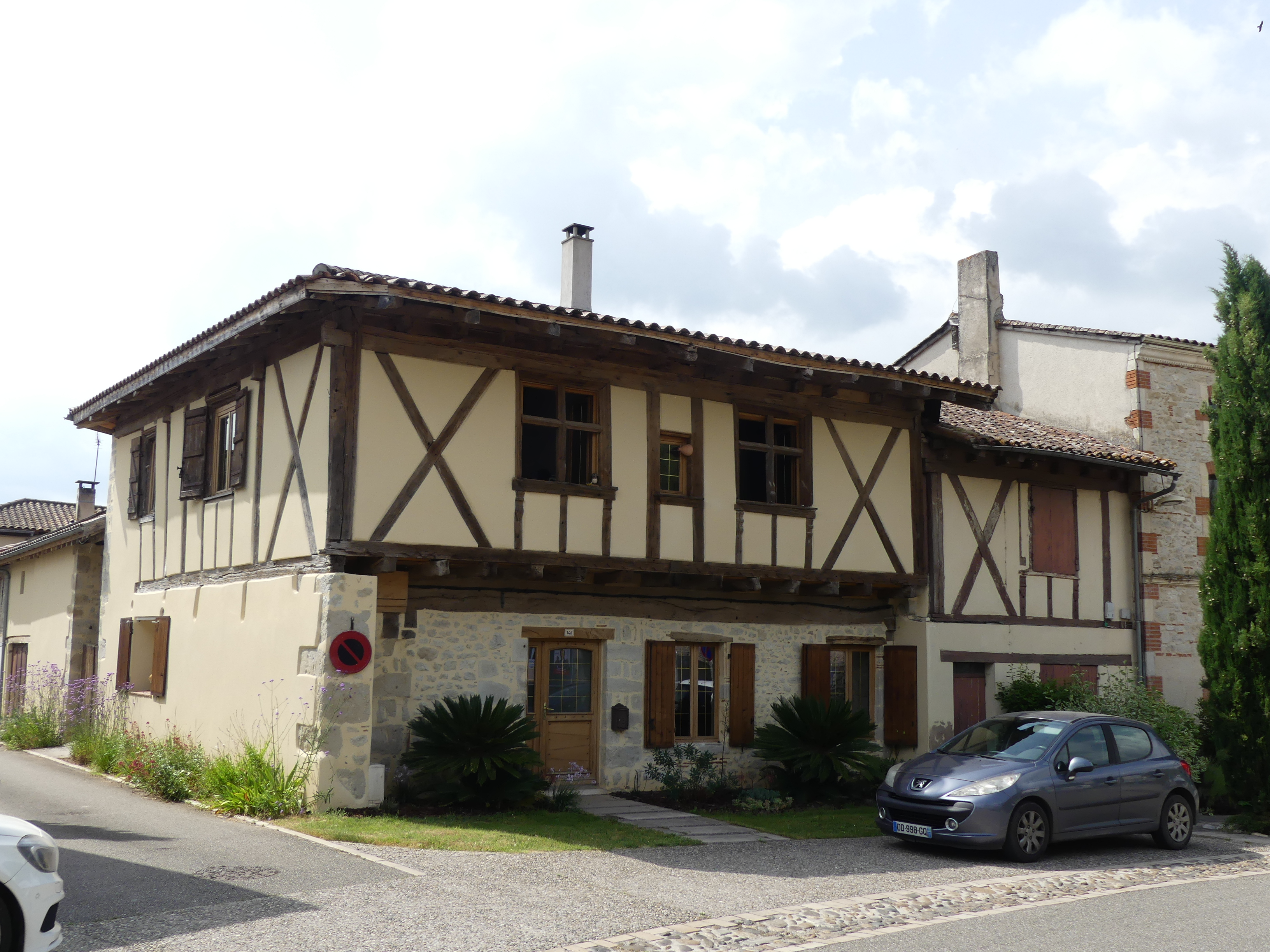
Maisons à pans de bois dans le bourg de Lédat.
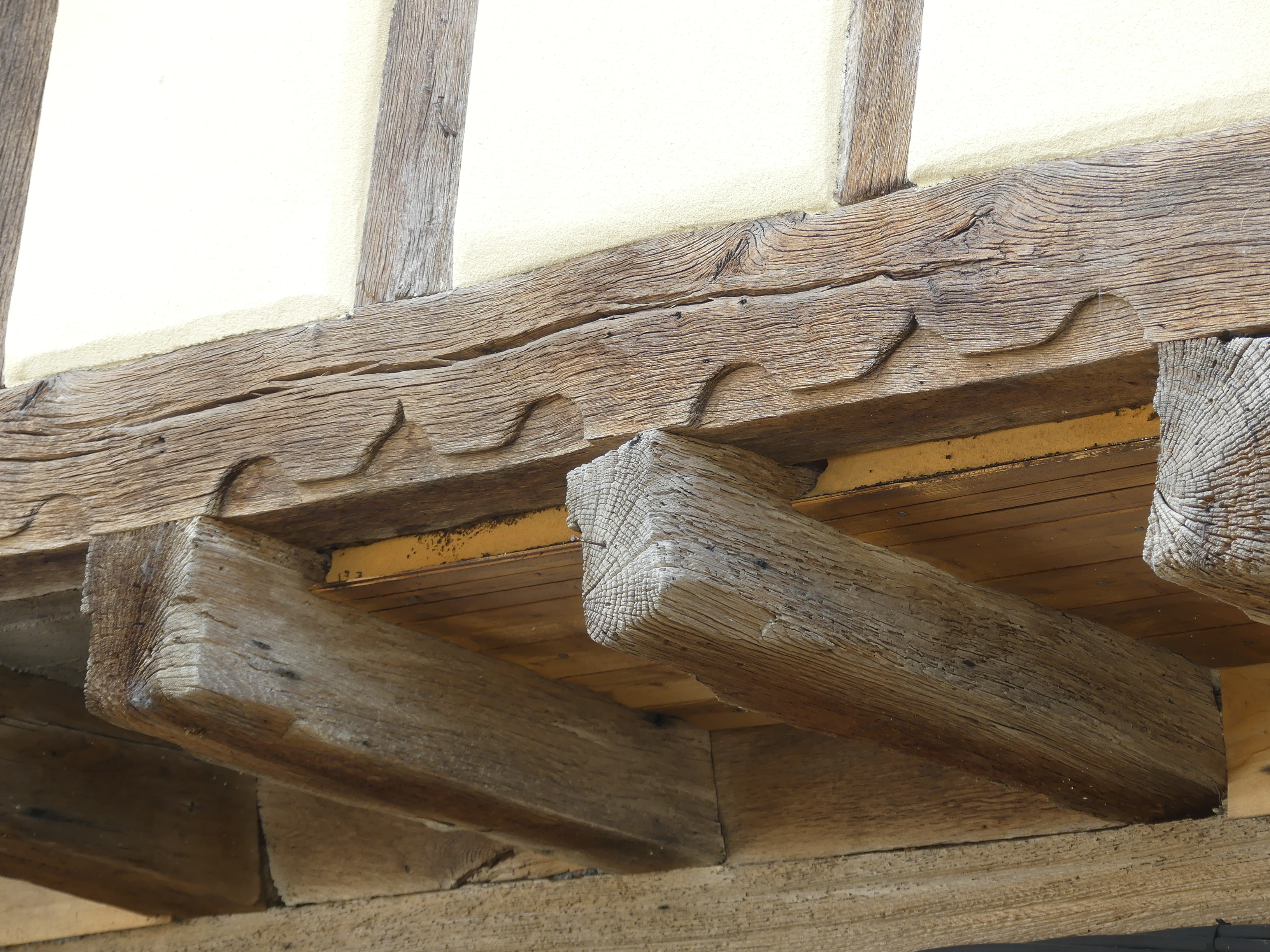
Détail d'une maison à pans de bois.
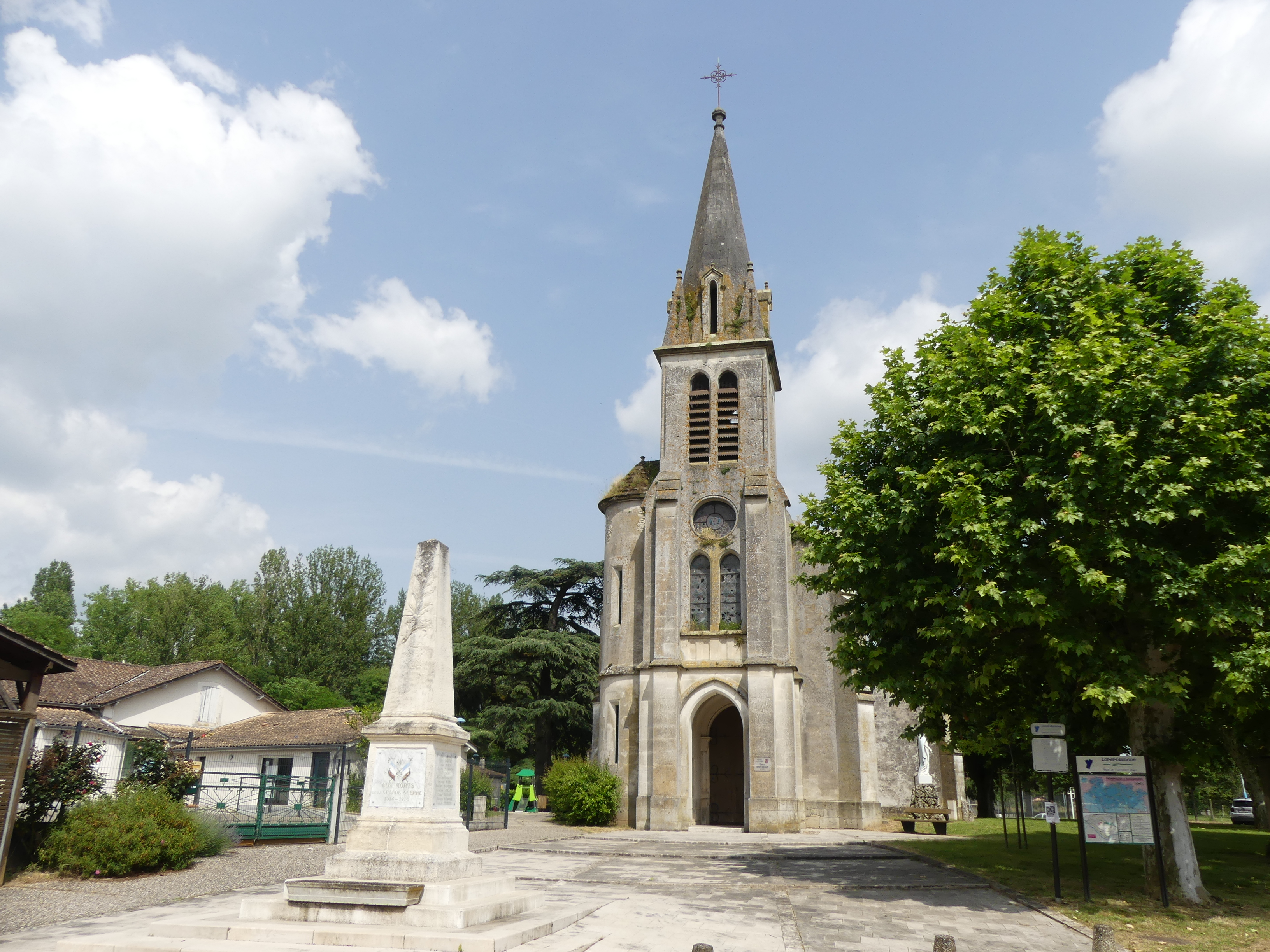
Monument aux morts de Lédat.
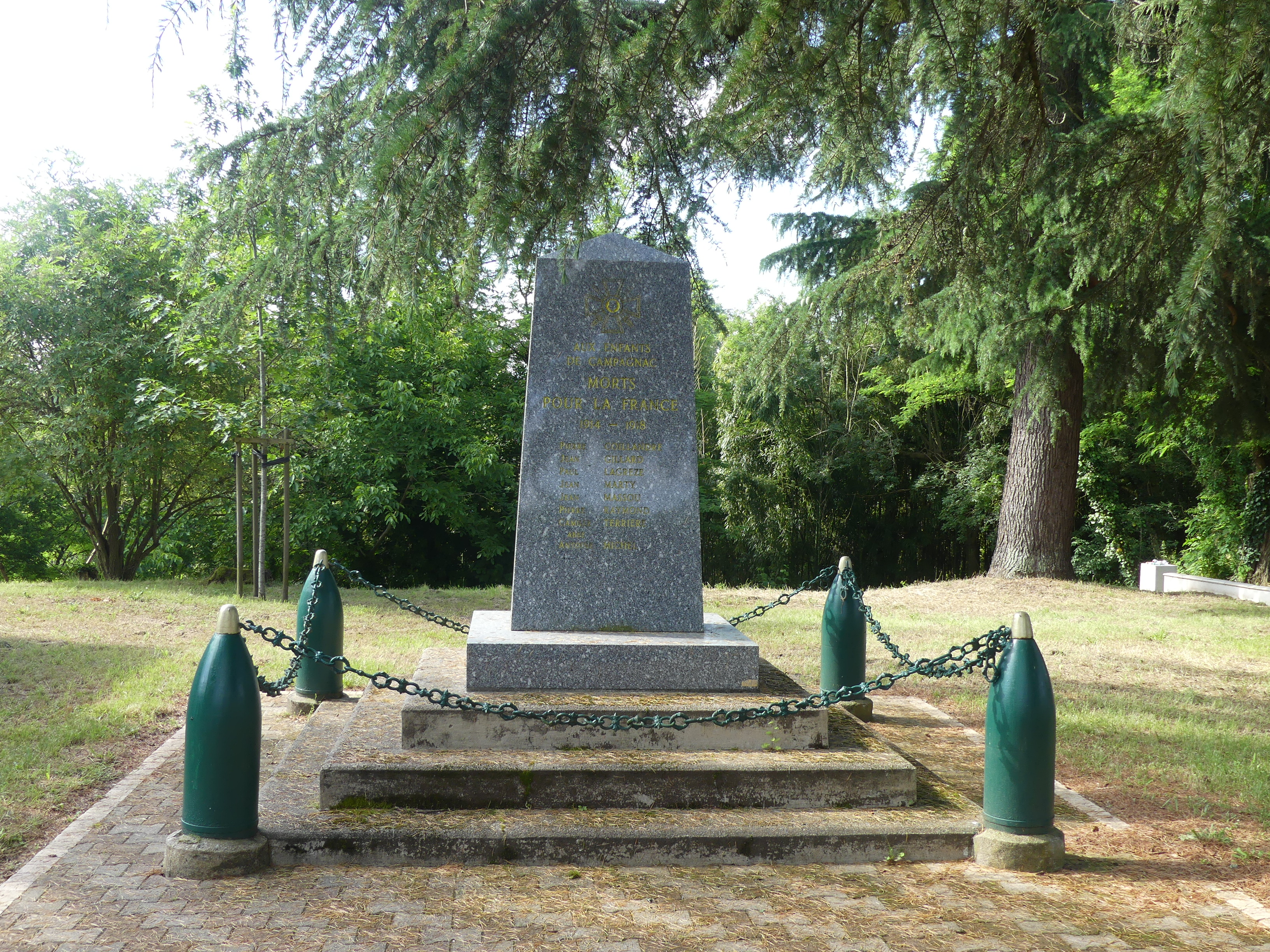
Monument aux morts de Campagnac.

- Colonne à côté de l'église Saint-Géraud.
- Maisons à pans de bois.
- Détail d'une maison à pans de bois.
- Monument aux morts de Lédat devant l'église.
- Monument aux morts de Campagnac.

#### Patrimoine religieux
- L'église Saint-Martin de Campagnac est reconstruite à la fin du XVe ou du début du XVIe siècle. Elle est inscrite à l'Inventaire général du patrimoine culturel[37].
- L'église Saint-Géraud de Lédat, dont la reconstruction s'achève en 1879, fait suite à un prieuré de Bénédictins établi avant le XIVe siècle et qui a été fortement détérioré[33].

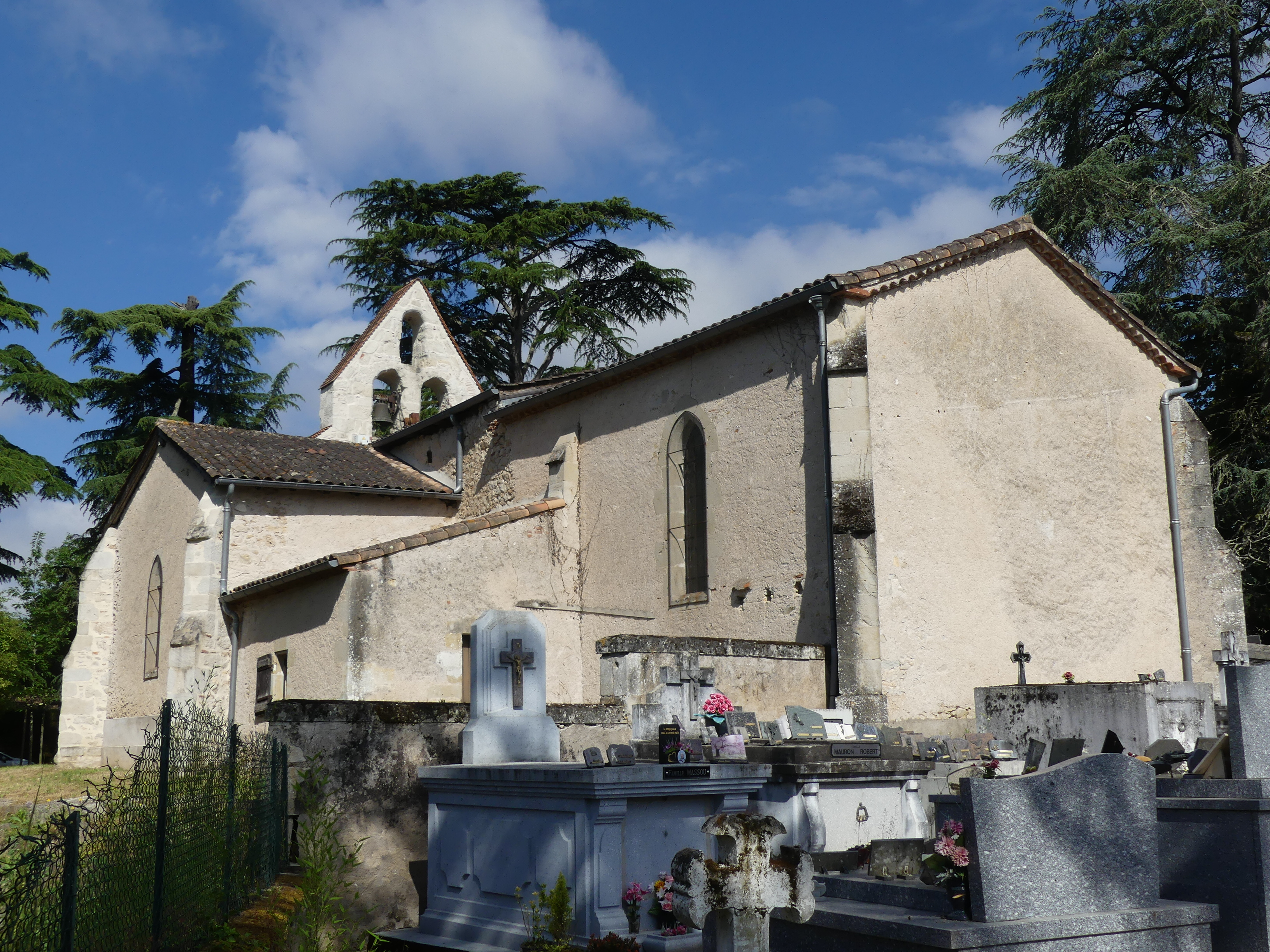
Le cimetière et l'église Saint-Martin de Campagnac.
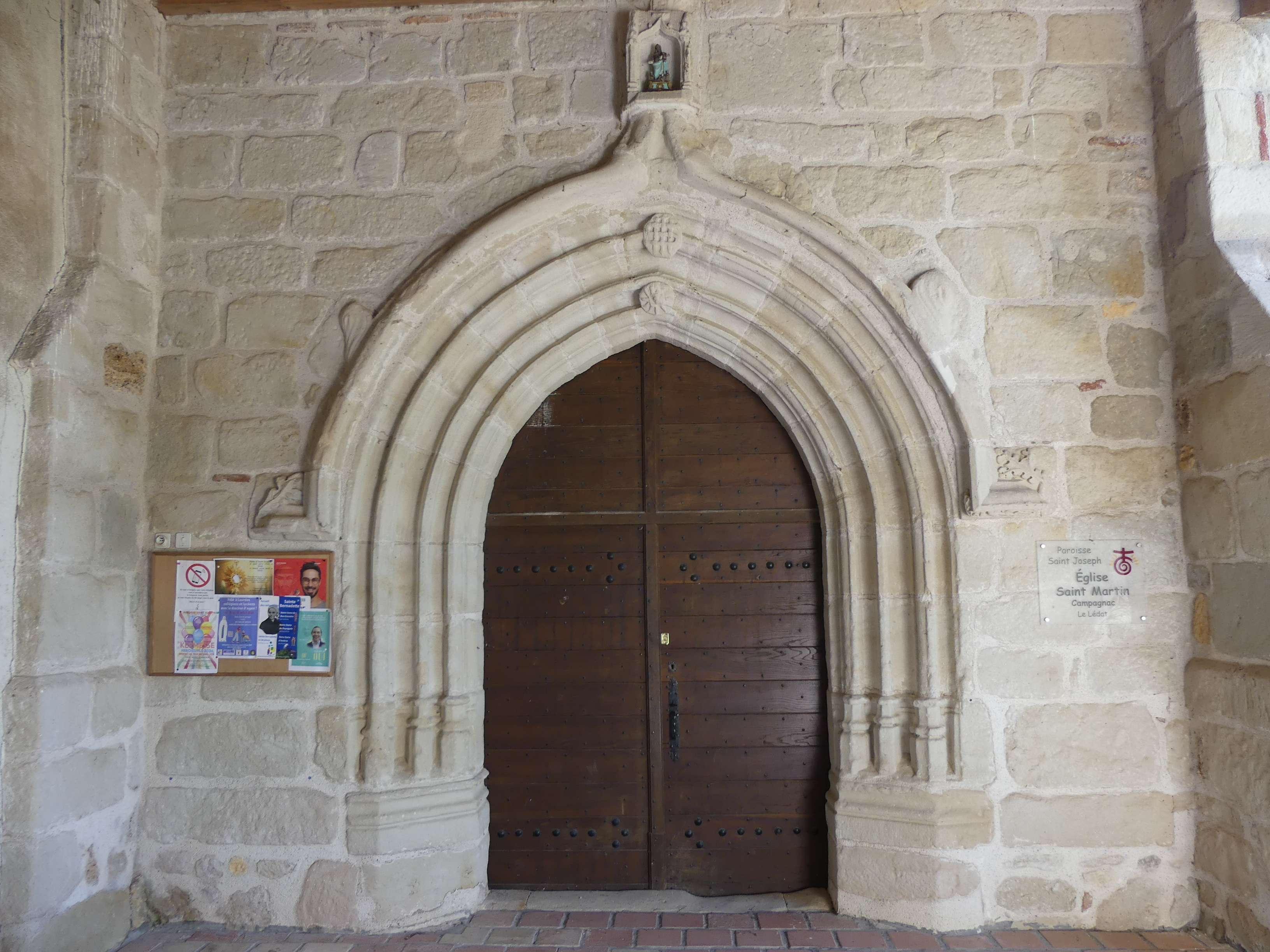
Son portail.
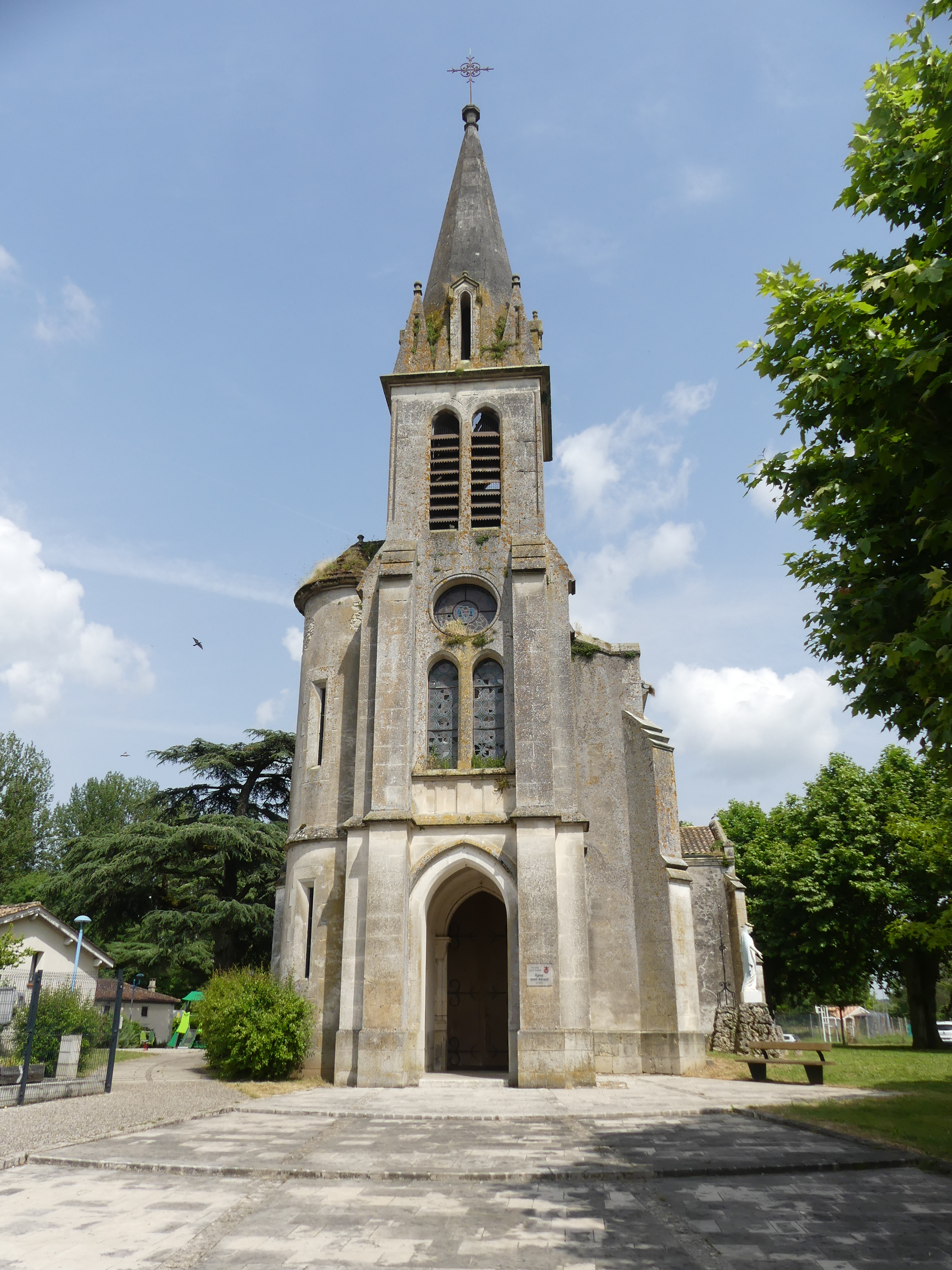
L'église Saint-Géraud.
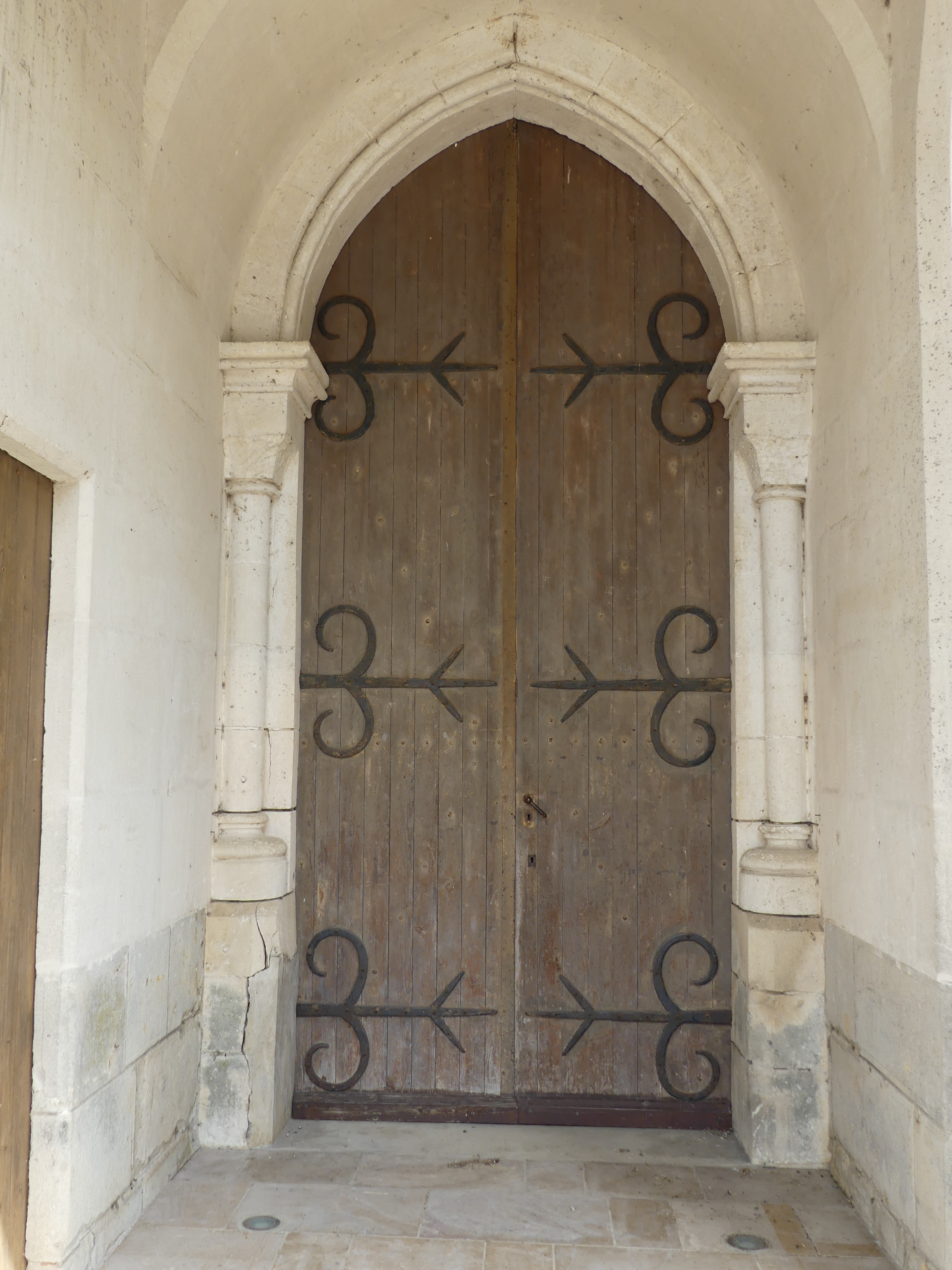
Son portail.
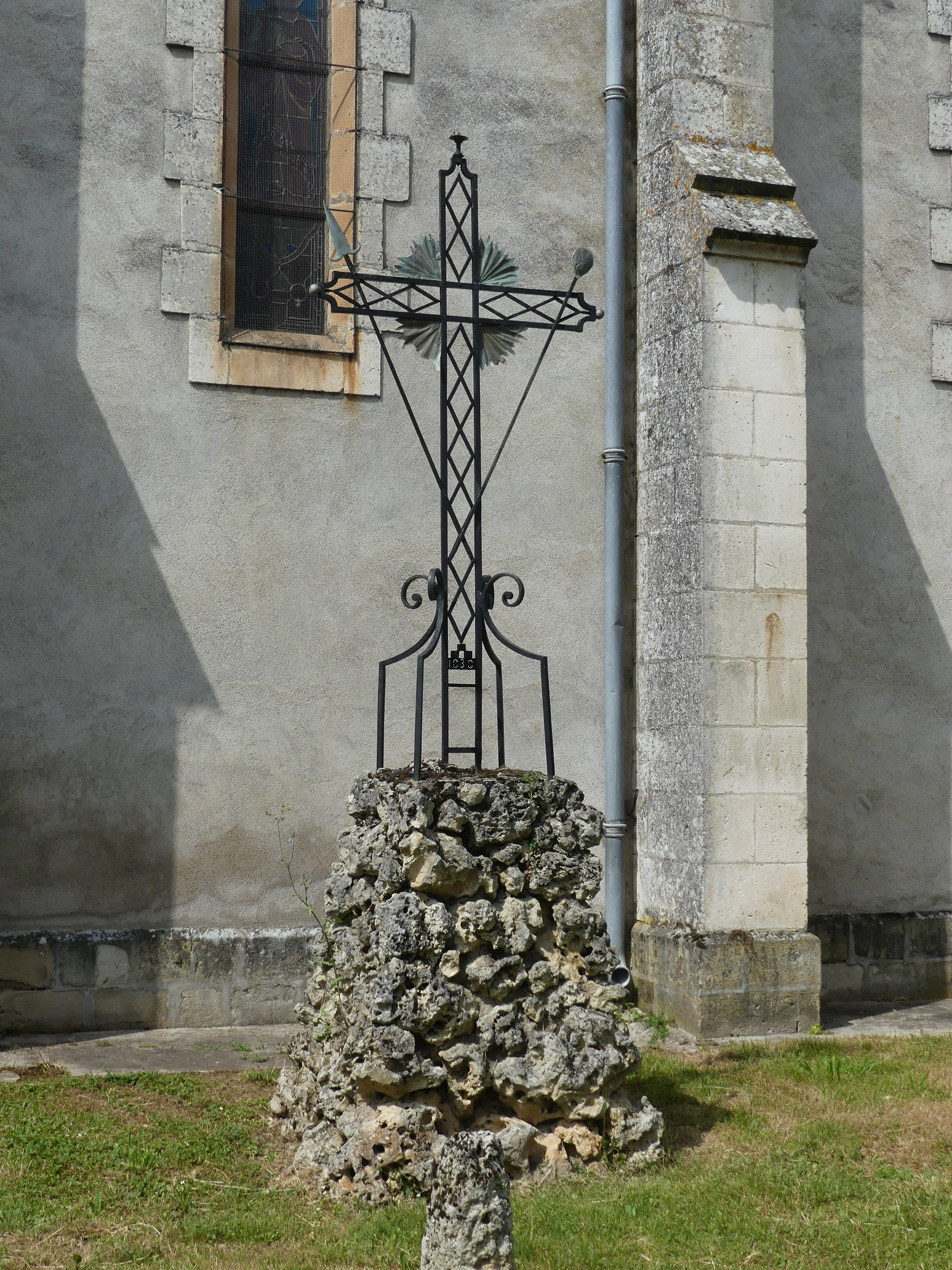
Croix à côté de l'église Saint-Géraud.
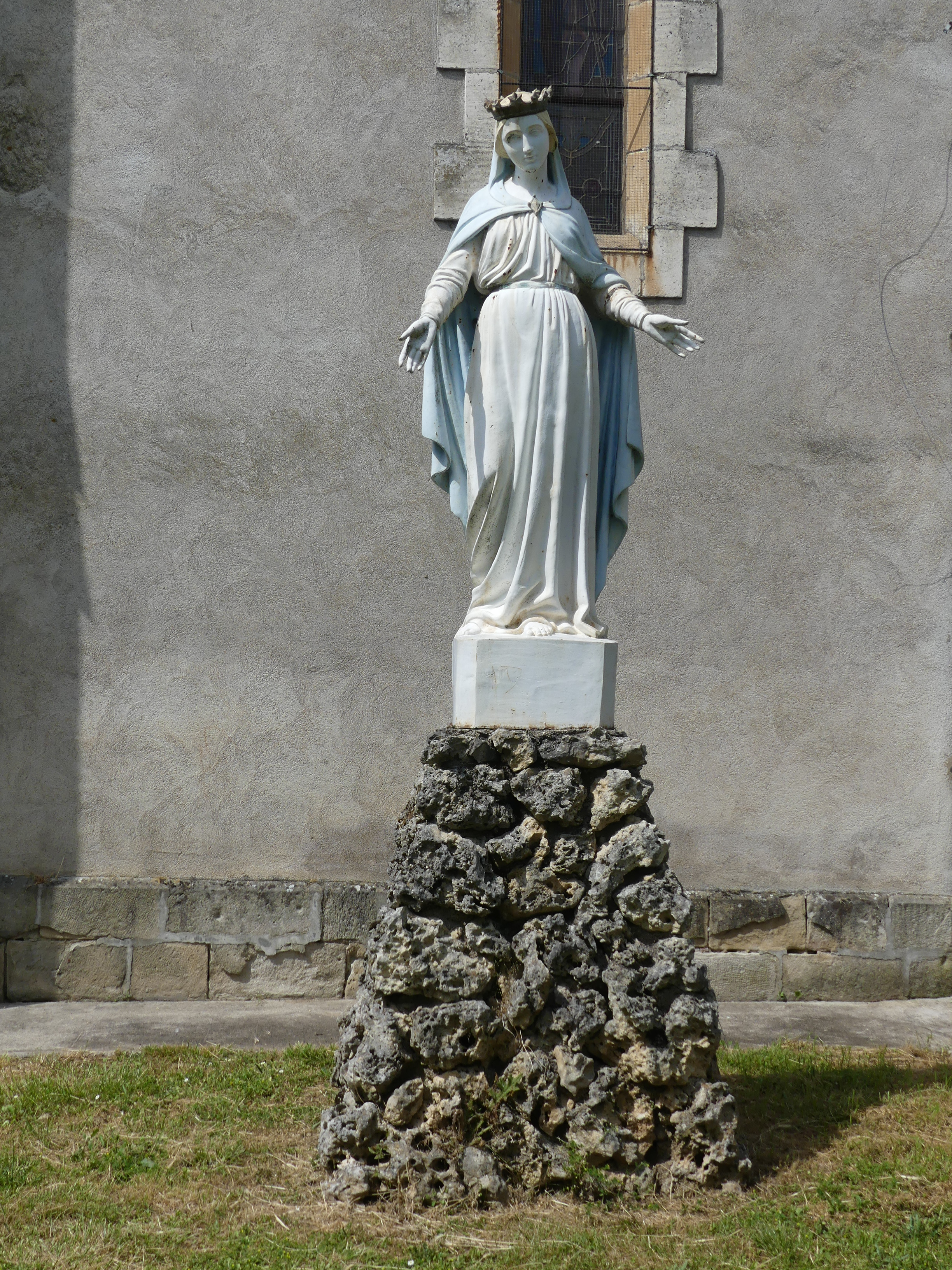
Statue de la Vierge Marie à côté de l'église Saint-Géraud.
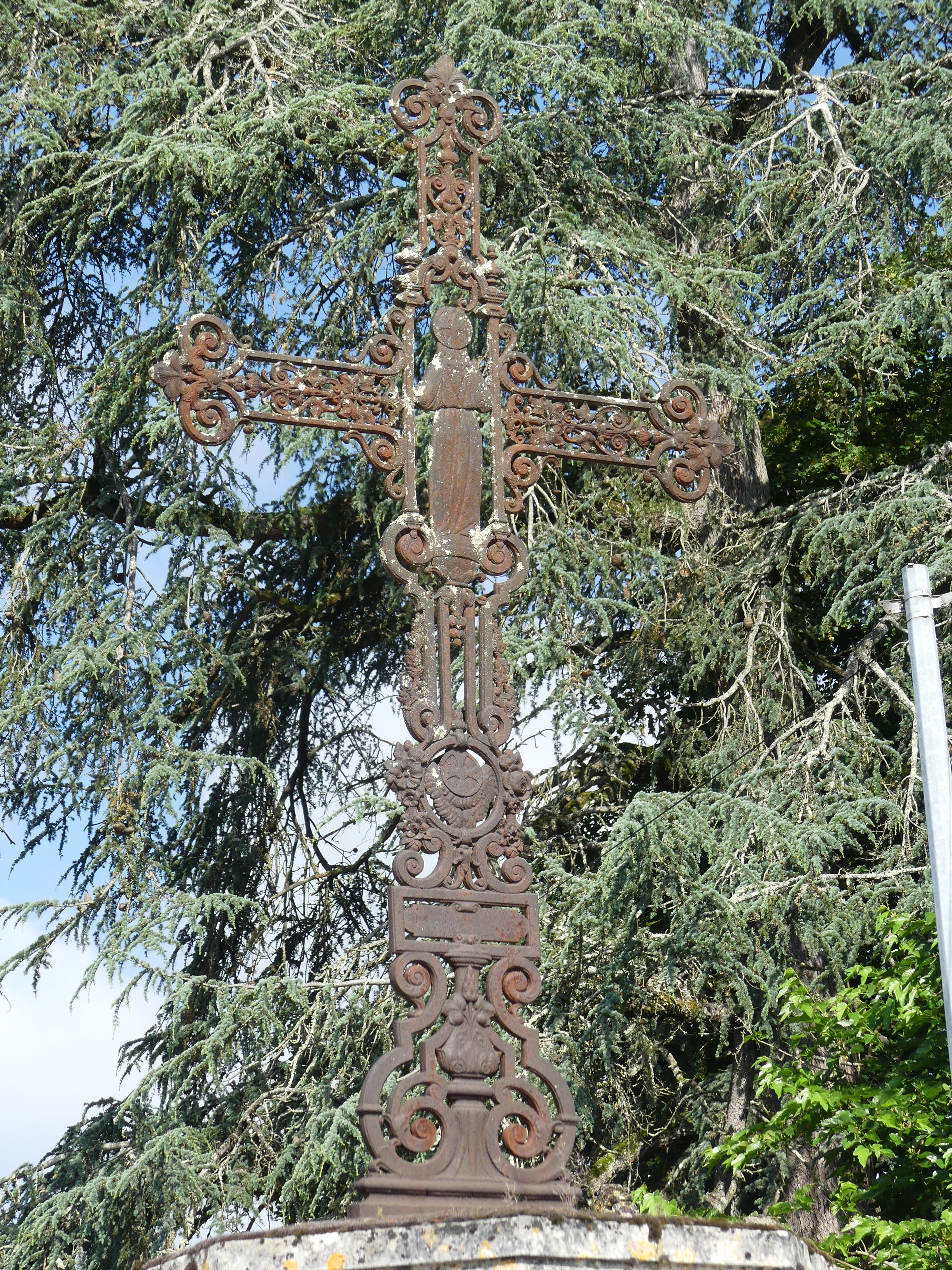
La croix principale du cimetière de Campagnac.

### Personnalités liées à la commune
- Claude Arcas : ancien maire (sans étiquette), ex-président du club de rugby à XV de Villeneuve-sur-Lot CAV XV.